# 氟硅酸镉
氟硅酸镉是一种无机化合物，化学式为CdSiF6，是镉的氟硅酸盐。

## 制备
六水合氟硅酸镉可以由碳酸镉和氟硅酸反应，从溶液中结晶得到。

## 性质
氟硅酸镉是一种无色固体，可溶于水。六水合物在 170 °C 时失水。也有文献指出它失水时即分解，放出SiF4，并水解得到无定形SiO2。它属三方晶系，空间群R3 (No. 148)。

## 毒性
氟硅酸镉是有毒的，会致癌，伤害器官。

## 扩展阅读
- Ganesh Thakur, A. L. Verma, Raman spectroscopic study of phase transformation in single crystals of cadmium fluorosilicate hexahydrate, John Wiley & Sons Ltd., doi:10.1002/jrs.1250200605 （德文）